# Monarque
Monarque är ett kanadensiskt black metal-band från Québec. Det bildades 2003 som ett enmansband lett av  multiinstrumentalisten "Monarque", men sedan 2008 är det en duo med "Bardunor" på trummor.

## Diskografi

### Studioalbum
- Fier hérétique (2007)
- Ad nauseam (2008)
- Lys noir (2013)